# Kunakułowo
Kunakułowo (ros. Кунакулово) – wieś (sieło) w Rosji, w Baszkortostanie, w rejonie biżbulackim. W 2010 liczyła 514 mieszkańców.